# Maria Grońska
Maria Zembaty-Grońska (ur. 11 kwietnia 1919, zm. 27 stycznia 2015 w Warszawie) – doktor nauk humanistycznych, historyk sztuki.

## Życiorys
Pracownik Zakładu Narodowego im. Ossolińskich. Wieloletni pracownik Biblioteki Narodowej – starszy kustosz dyplomowany, w latach 1970–1983 kierownik Zakładu Zbiorów Ikonograficznych. W 1964 uzyskała w Wydziale Filozoficzno-Historycznym Uniwersytetu Wrocławskiego tytuł doktora na podstawie pracy pt. Tadeusz Cieślewski syn: życie i dzieło, której promotorem był prof. Zbigniew Hornung.
Współpracowała z Towarzystwem im. Fryderyka Chopina i Narodowym Instytutem Fryderyka Chopina. Twórczyni katalogu ikonograficzny Muzeum Fryderyka Chopina, współpracowała przy tworzeniu i organizacji wielu wystaw chopinowskich, m.in. inaugurującej działalność wystawienniczą NIFC wystawy Fryderyk Chopin w twórczości rzeźbiarzy i medalierów.

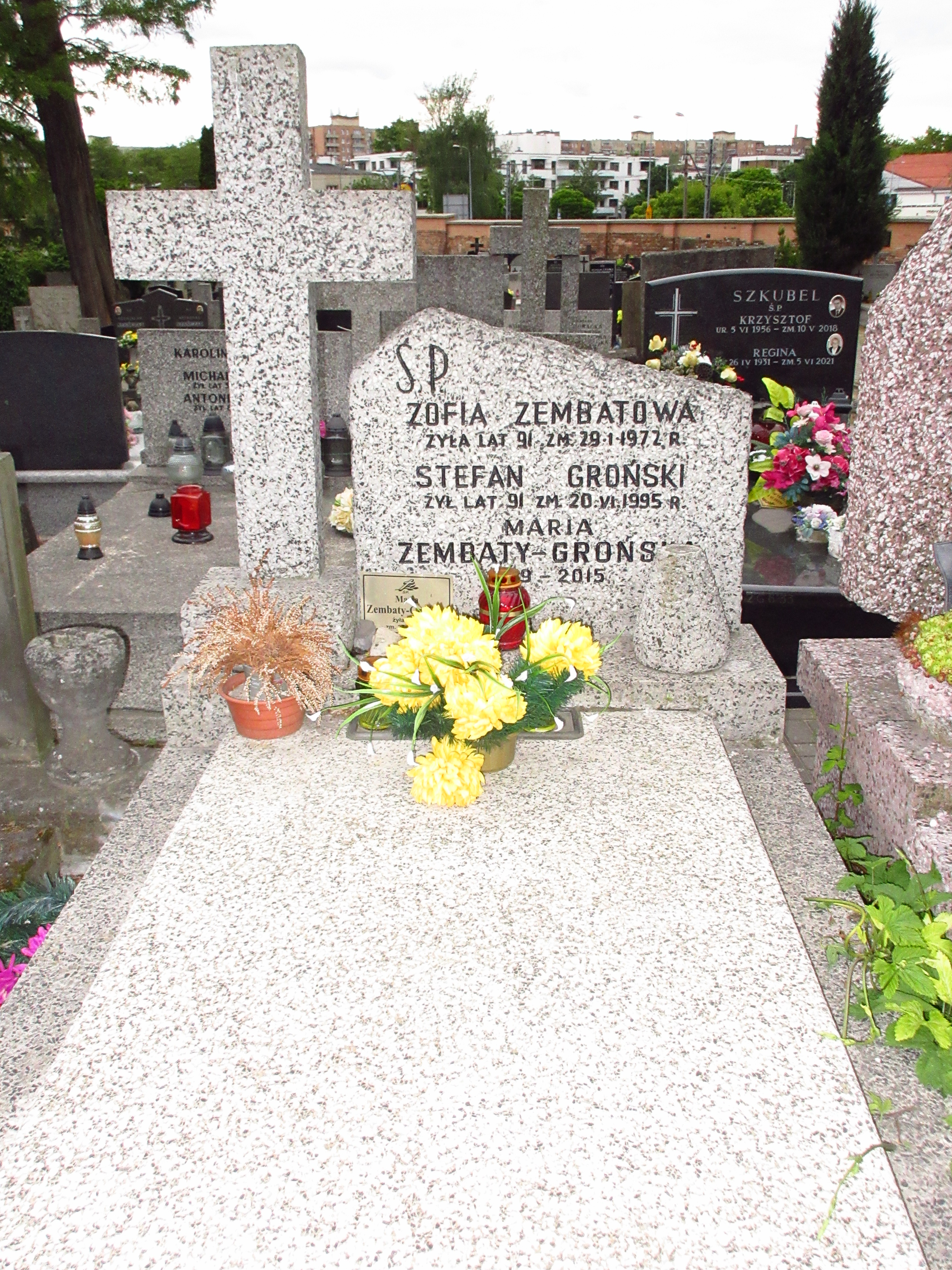
Grób doktor Marii Zembaty-Grońskiej na Cmentarzu Bródnowskim.

Głównym nurtem jej zainteresowań była grafika i ekslibrisy. Autorka kilkudziesięciu ważnych opracowań z zakresu historii grafiki, w tym m.in. monografii Tadeusza Cieślewskiego (syna), Władysława Skoczylasa, syntezy dziejów współczesnego polskiego drzeworytnictwa „Nowoczesny drzeworyt polski: do 1945 roku” oraz dwutomowej naukowej edycji pamiętników Zofii Stryjeńskiej.
Odznaczona Krzyżem Kawalerskim Orderu Odrodzenia Polski i wieloma innymi odznaczeniami za zasługi w dziedzinie kultury. Pochowana na Cmentarzu Bródnowskim (kwatera 62G-5-32).

## Ważniejsze publikacje
- Tadeusz Cieślewski – syn, Ossolineum, Wrocław 1962
- Władysław Skoczylas, Ossolineum, Wrocław 1966
- Nowoczesny drzeworyt polski: do 1945 roku, Zakład Narodowy im. Ossolińskich, Wrocław 1971
- Rysunki artystów polskich i obcych w Polsce działających od XVII do XX wieku, Biblioteka Narodowa, Warszawa 1991
- Zofia Stryjeńska, Zakład Narodowy im. Ossolińskich, Wrocław 1991
- Teofil Kwiatkowski 1809-1891. W stulecie śmierci. Wystawa monograficzna ze zbiorów polskich, Towarzystwo im. Fryderyka Chopina, Warszawa 1991
- Eklibrisy. Wiadomości zebrane dla kolekcjonerów, Biblioteka Narodowa, Warszawa 1992
- Grafika w książce, tece i albumie: Polskie wydawnictwa artystyczne i bibliofilskie z lat 1899-1945, Zakład Narodowy im. Ossolińskich, Wrocław 1994
- Chleb prawie że powszedni, pamiętnik Maria Stryjeńska, tom 1 i tom 2, Gebethner i Ska, Warszawa 1995
- Plakat Chopinowski. Wystawa w 150 rocznicę śmierci Fryderyk Chopina: 10 września - 31 października 1999, Muzeum Plakatu w Wilanowie, Towarzystwo im. Fryderyka Chopina, Warszawa 1999[7]